# Christian Wegmann
Christian Wegmann (22 februari 1976, Münster) is een voormalige Duitse wielrenner. Hij is de oudere broer van Fabian Wegmann.

## Erelijst
1998
- Omloop der Kempen
- 5e etappe Ronde van Japan

1999
- Scheinfield

2001
- Rund um die Hainleite
- 2e etappe Ronde van Oostenrijk

2002
- 4e etappe Ronde van Beieren